# 過氧化物酶

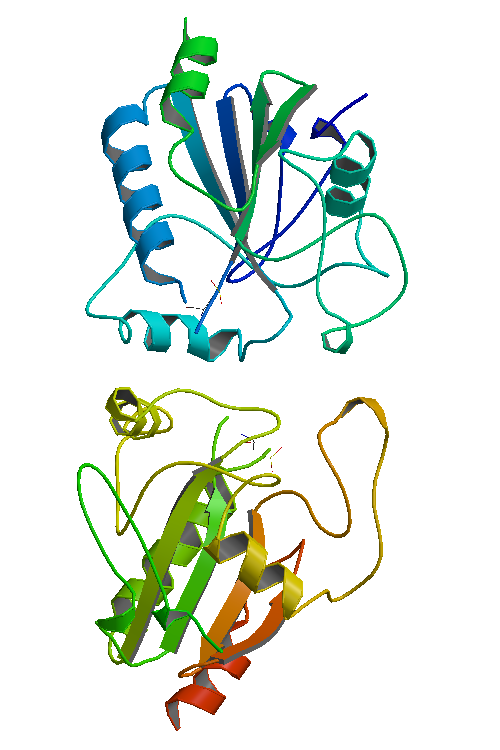
谷胱甘肽酶1

过氧化物酶（EC编号 1.11.1.x）是很大的一族酶，它们通常催化一个下面形式的反应：
ROOR' + 电子给体 (2 e-) + 2H+ → ROH + R'OH
这一类酶当中有很多酶的最理想底物为过氧化氢，还有一些则有机的氢过氧化物如过氧化脂类。过氧化物酶有时会在其活化位置上包含一个血红素辅因子。
虽然过氧化物酶的机制还未完全解释清楚，但目前已经知道，过氧化物酶在增强植物抗病能力上起到一定作用。